# Young (cráter)
Young es un cráter de impacto lunar que se encuentra en la parte sureste de la Luna, al este del cráter Metius y al sureste de Rheita. El largo Vallis Rheita sigue una línea tangencial al borde suroeste de Rheita, y produce una amplia depresión a través del suelo suroeste y el borde exterior de Young.
|  |  |

La parte que sobrevive del cráter es una formación gastada y erosionada. El borde y la pared interior todavía se pueden seguir a través de la superficie, pero está indentada e interrumpida por impactos más pequeños. El suelo interior contiene un par de pequeños cráteres en forma de cuenco designados como Young A y Young B.
Al sur de Young, el valle está cubierto por Young D, un impacto algo menos erosionado que Young. El valle continúa intermitentemente hacia el sureste, abarcando una distancia total de aproximadamente 500 kilómetros. Este es el valle más largo de la cara visible de la Luna.

## Cráteres satélite

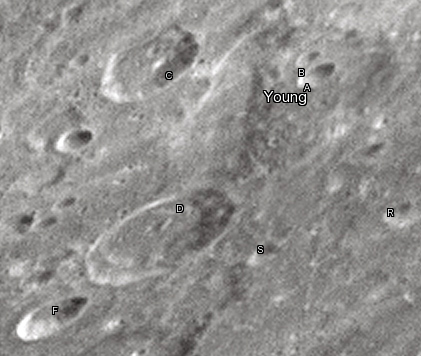
Vista oblicua de Young

Por convención estos elementos son identificados en los mapas lunares poniendo la letra en el lado del punto medio del cráter que está más cercano a Young.
|       | \| Young \| Coordenadas \| Diámetro \| \| ----- \| ----------------------------- \| -------- \| \| A \| 41°06′S 51°12′E / -41.1, 51.2 \| 13 km \| \| B \| 40°54′S 50°36′E / -40.9, 50.6 \| 7 km \| \| C \| 41°30′S 48°12′E / -41.5, 48.2 \| 30 km \| \| D \| 43°30′S 51°48′E / -43.5, 51.8 \| 46 km \| \| F \| 44°48′S 51°48′E / -44.8, 51.8 \| 23 km \| \| R \| 42°24′S 55°24′E / -42.4, 55.4 \| 9 km \| \| S \| 43°18′S 53°54′E / -43.3, 53.9 \| 11 km \| |          |
| Young | Coordenadas | Diámetro |
| A     | 41°06′S 51°12′E / -41.1, 51.2 | 13 km    |
| B     | 40°54′S 50°36′E / -40.9, 50.6 | 7 km     |
| C     | 41°30′S 48°12′E / -41.5, 48.2 | 30 km    |
| D     | 43°30′S 51°48′E / -43.5, 51.8 | 46 km    |
| F     | 44°48′S 51°48′E / -44.8, 51.8 | 23 km    |
| R     | 42°24′S 55°24′E / -42.4, 55.4 | 9 km     |
| S     | 43°18′S 53°54′E / -43.3, 53.9 | 11 km    |